# Clavariachaete peckoltii
Clavariachaete peckoltii är en svampart som först beskrevs av Lloyd, och fick sitt nu gällande namn av Corner 1950. Clavariachaete peckoltii ingår i släktet Clavariachaete och familjen Hymenochaetaceae.   Inga underarter finns listade i Catalogue of Life.